# Tiếng Ki
Tiếng Ki, Tuki (Baki, Oki), là một ngôn ngữ Bantoid Nam của Cameroon.
Các phương ngữ gồm Kombe (Tukombe), Cenga (Tocenga), Tsinga (Tutsingo), Bundum, Njo (Tonjo), Ngoro (Tu Ngoro), Mbere (Tumvele) và Leti/Mengisa và Mbwasa.